# Sedum japonicum
Sedum japonicum är en fetbladsväxtart. Sedum japonicum ingår i Fetknoppssläktet som ingår i familjen fetbladsväxter.

## Underarter
Arten delas in i följande underarter:
- S. j. boninense
- S. j. japonicum
- S. j. oryzifolium
- S. j. uniflorum